# 石谷行
石谷 行（いしたに すすむ、1931年（昭和6年）11月30日 - 2002年6月20日）は日本の教育学者、平和運動家。良心的軍事費拒否の会代表。

## 略歴
東京生まれ。13歳のときに長崎で被爆する。水戸第一高校在学中、米国クエーカー教徒で数学教師ニール・ハートマンの戦争拒否体験談を聴いて、クエーカー主義のキリスト教に入信、日本キリスト友会に加入する。茨城大学教育学部を卒業し、国際基督教大学大学院修士課程修了。明星大学講師の頃に、非暴力行動準備会に入り、ミニコミ誌『非暴力』を発行する。また、明星大学の学生闘争を支持して非常勤講師を解雇される。その後、「ジャテックの脱走兵支援活動」にも参加し、1969年（昭和44年）に法政大学助教授、のち教授。1974年（昭和49年）に牧師の大野道夫らと、税金の中の防衛費分を払わないという“良心的軍事費拒否の会”を結成、法政平和大学の世話人も務めた。2002年定年、名誉教授。墓所は多磨霊園。

## 共訳
- L・S・アプシー『平和を造り出す力-非暴力行動の現代的意義』林好人共訳（新教出版社、1984）
- マイケル・ランドル『市民的抵抗-非暴力行動の歴史・理論・展望』田口江司,寺島俊穂共訳（新教出版社、2003）

## 参考
- コトバンク - 石谷行
- 『市民・社会運動人名事典』（日外アソシエーツ、1990）
- 47NEWS - 石谷行氏死去　法政大名誉教授